# Georgiana Fox, I baronessa di Holland
Lady Georgiana Carolina Lennox, I baronessa di Holland (27 marzo 1723 – 24 luglio 1774), è stata una nobildonna inglese.

## Famiglia
Lady Carolina nacque a Richmond House, a Whitehall, come primogenita di Charles Lennox, II duca di Richmond (1701-1750), nipote, per via illegittima, di Carlo II, e di sua moglie Lady Sarah Cadogan (1706-1751), figlia di William Cadogan.
Carolina, come i suoi fratelli, parlava e leggeva perfettamente il francese e l'inglese. Amava leggere, sviluppò una passione per la storia romana, che ha mantenuto per tutta la vita.

## Matrimonio
Intorno all'anno 1742, quando aveva diciannove anni, era considerata una bellezza, ed era stato deciso dai suoi genitori, per fare un buon matrimonio. In quel periodo incontrò e si innamorò di Henry Fox, che aveva diciotto anni in più di lei.
Il 2 maggio 1744, si sposarono segretamente nella casa londinese del loro amico, il satirico e diplomatico Charles Hanbury, che insieme a Charles Spencer, III duca di Marlborough, furono gli unici testimoni.
Dal loro matrimonio sono nati quattro figli:
- Stephen (20 febbraio 1745 - 26 dicembre 1774), il 20 aprile 1766 sposò Mary FitzPatricket;
- Charles James (24 gennaio 1749 - 13 settembre 1806), il 28 settembre 1795 sposò Elizabeth Armistead era (11 luglio 1750 - 8 luglio 1842);
- Henry Edward (4 marzo 1755 - 18 luglio 1811), il 14 novembre 1786 sposò Marianne Clayton;
- un bambino nato morto.

## Morte
Il 3 maggio 1762, Carolina è stata creata baronessa Holland Holland e suo marito è stato creato barone Holland Foxley meno di un anno dopo, il 17 aprile 1763.
Il 1º luglio 1774 suo marito morì a causa di un attacco di ictus. Carolina morì 23 giorni dopo, all'età di 51 anni.

## Ascendenza
|                                     |               |                                         | Genitori                                      |  |  | Nonni |  |  | Bisnonni                                            |  |  | Trisnonni                                          |  |
|                                     |               |                                         |                                               |  |  |       |  |  | Charles II, re d'Inghilterra, di Scozia e d'Irlanda |  |  | Charles I, re d'Inghilterra, di Scozia e d'Irlanda |  |
|                                     |               |                                         |                                               |  |  |       |  |  | Charles II, re d'Inghilterra, di Scozia e d'Irlanda |  |  | Charles I, re d'Inghilterra, di Scozia e d'Irlanda |  |
|                                     |               | Henriette-Marie de France               |                                               |  |  |       |  |  | Charles II, re d'Inghilterra, di Scozia e d'Irlanda |  |  |                                                    |  |
| Charles Lennox, I duca di Richmond  |               |                                         |                                               |  |  |       |  |  | Charles II, re d'Inghilterra, di Scozia e d'Irlanda |  |  |                                                    |  |
|                                     |               | Louise Renée de Penancoët de Kérouaille | Guillaume de Penancoët, signore di Kérouaille |  |  |       |  |  |                                                     |  |  |                                                    |  |
|                                     |               | Louise Renée de Penancoët de Kérouaille | Guillaume de Penancoët, signore di Kérouaille |  |  |       |  |  |                                                     |  |  |                                                    |  |
|                                     |               | Louise Renée de Penancoët de Kérouaille | Marie de Plœuc de Tymeur                      |  |  |       |  |  |                                                     |  |  |                                                    |  |
| Charles Lennox, II duca di Richmond |               | Louise Renée de Penancoët de Kérouaille |                                               |  |  |       |  |  |                                                     |  |  |                                                    |  |
|                                     |               | Francis Brudenell, barone Brudenell     | Robert Brudenell, II conte di Cardigan        |  |  |       |  |  |                                                     |  |  |                                                    |  |
|                                     |               | Francis Brudenell, barone Brudenell     | Robert Brudenell, II conte di Cardigan        |  |  |       |  |  |                                                     |  |  |                                                    |  |
|                                     |               | Francis Brudenell, barone Brudenell     | Anne Savage                                   |  |  |       |  |  |                                                     |  |  |                                                    |  |
| Anne Brudenell                      |               | Francis Brudenell, barone Brudenell     |                                               |  |  |       |  |  |                                                     |  |  |                                                    |  |
|                                     |               | Frances Savile                          | Thomas Savile, I conte di Sussex              |  |  |       |  |  |                                                     |  |  |                                                    |  |
|                                     |               | Frances Savile                          | Thomas Savile, I conte di Sussex              |  |  |       |  |  |                                                     |  |  |                                                    |  |
|                                     |               | Frances Savile                          | Anne Villiers                                 |  |  |       |  |  |                                                     |  |  |                                                    |  |
| Georgiana Carolina Lennox           |               | Frances Savile                          |                                               |  |  |       |  |  |                                                     |  |  |                                                    |  |
|                                     | Henry Cadogan | William Cadogan                         |                                               |  |  |       |  |  |                                                     |  |  |                                                    |  |
|                                     | Henry Cadogan | William Cadogan                         |                                               |  |  |       |  |  |                                                     |  |  |                                                    |  |
|                                     | Henry Cadogan | Elizabeth Roberts                       |                                               |  |  |       |  |  |                                                     |  |  |                                                    |  |
| William Cadogan, I conte Cadogan    | Henry Cadogan |                                         |                                               |  |  |       |  |  |                                                     |  |  |                                                    |  |
|                                     |               | Bridget Waller                          | Hardress Waller                               |  |  |       |  |  |                                                     |  |  |                                                    |  |
|                                     |               | Bridget Waller                          | Hardress Waller                               |  |  |       |  |  |                                                     |  |  |                                                    |  |
|                                     |               | Bridget Waller                          | Elizabeth Southwell                           |  |  |       |  |  |                                                     |  |  |                                                    |  |
| Sarah Cadogan                       |               | Bridget Waller                          |                                               |  |  |       |  |  |                                                     |  |  |                                                    |  |
|                                     |               | Jan Munter                              | Joan Munter                                   |  |  |       |  |  |                                                     |  |  |                                                    |  |
|                                     |               | Jan Munter                              | Joan Munter                                   |  |  |       |  |  |                                                     |  |  |                                                    |  |
|                                     |               | Jan Munter                              | Margaretha Geelvinck                          |  |  |       |  |  |                                                     |  |  |                                                    |  |
| Margaretta Cecilia Munter           |               | Jan Munter                              |                                               |  |  |       |  |  |                                                     |  |  |                                                    |  |
|                                     |               | Margaretha Trip                         | Hendrick Trip                                 |  |  |       |  |  |                                                     |  |  |                                                    |  |
|                                     |               | Margaretha Trip                         | Hendrick Trip                                 |  |  |       |  |  |                                                     |  |  |                                                    |  |
|                                     |               | Margaretha Trip                         | Cecilia Godin                                 |  |  |       |  |  |                                                     |  |  |                                                    |  |
|                                     |               | Margaretha Trip                         |                                               |  |  |       |  |  |                                                     |  |  |                                                    |  |